# Ad5-nCoV

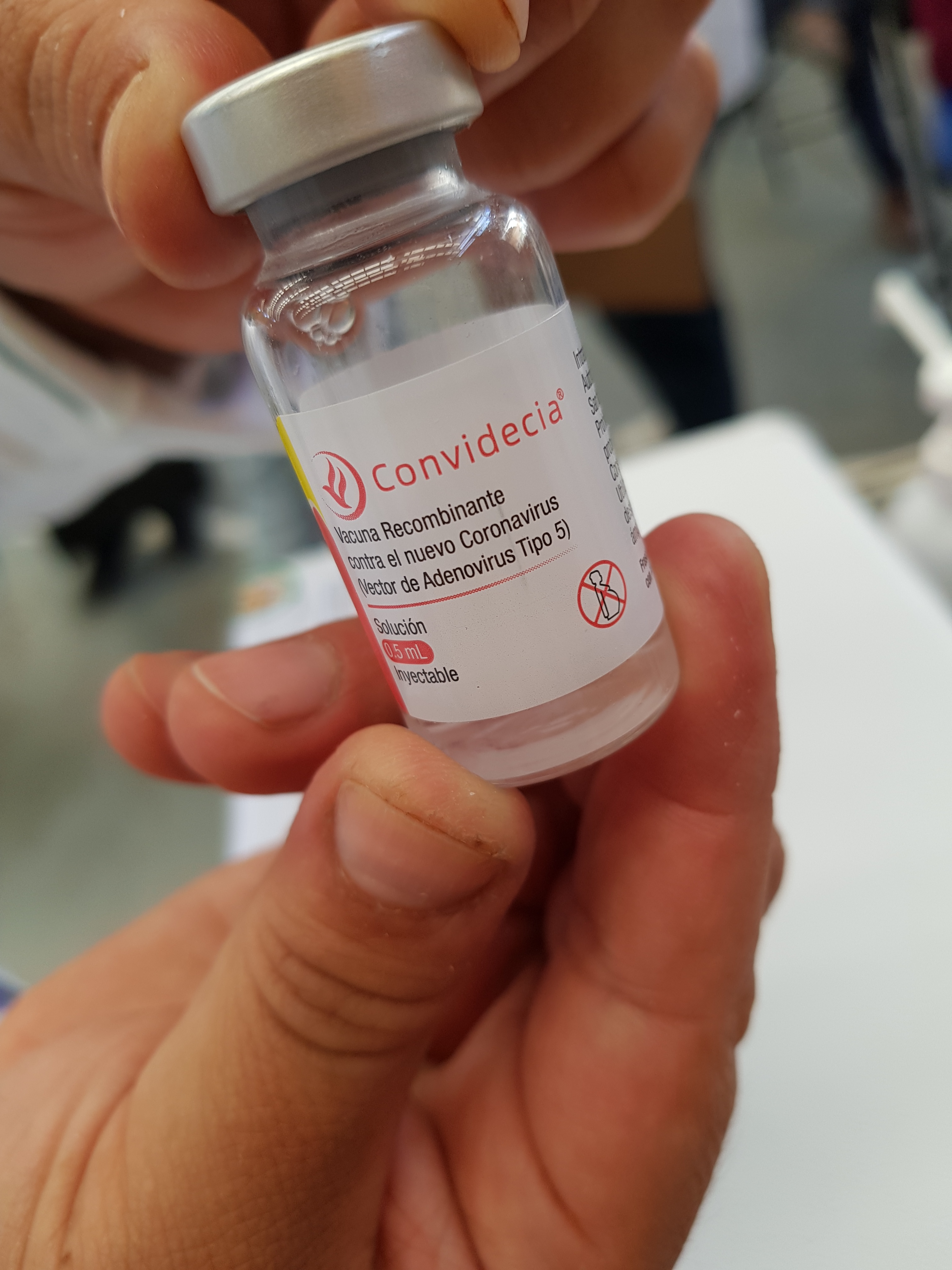

AD5-nCOV, торгова назва Конвідеціа (Convidecia) — кандидат на вакцину проти COVID-19 розроблена китайською біофармацевтичною компанією CanSino Biologics Розробка AD5-nCOV розпочалася на початку 2020 року, I фаза клінічного випробування розпочалася в березні, а II фаза — в квітні. Починаючи з серпня 2020 року і до сьогодні, препарат проходить III фазу клінічних випробувань в Аргентині, Чилі, Мексиці, Пакистані, Росії та Саудівській Аравії, під час чого понад 40 000 людей приймають як подвійну, так і одинарну дозу.
Конвідеціа — це вірусна векторна вакцина, подібна до AZD1222 розробки AstraZeneca та Gam-COVID-Vac розробки Gamaleya, які також проходять клінічні випробування фази III у протидії COVID-19. У листопаді CanSino повідомила, що розпочне проміжний аналіз результатів фази III, коли було виявлено 50 випадків зараження.

## Клінічні дослідження

### Фази I—II
На початку 2020 року Чень Вей очолила спільну команду Інституту біотехнологій Академії військових медичних наук та CanSino Biologics для розробки AD5-nCOV. Команда зареєструвала експериментальну вакцину проти COVID-19 для проведення I фази випробувань 17 березня 2020 року, щоб перевірити її безпечність. Вакцину випробували на 108 здорових добровольцях в Ухані.
У квітні Ad5-nCoV став першим кандидатом на вакцину проти COVID-19 у світі, щодо якого розпочалася II фаза клінічних випробування. Результати фази II були опубліковані в журналі The Lancet 20 липня 2020 року та відзначали нейтралізацію відповіді антитіл та Т-клітин у 508 учасників, що відповідало вимогам дослідження. У вересні кількість антитіл до Covid-19 у піддослідних I фази залишалася високою через шість місяців після першої ін'єкції. Високий рівень антитіл показував, що ін'єкції можуть забезпечити імунітет протягом тривалого періоду часу, хоча результати фази III все ще були невідомі. 24 вересня Cansino розпочав випробування IIb фази на 481 учасниках для оцінки безпеки та імуногенності Ad5-nCoV у дітей у віці від 6 до 17 років та осіб похилого віку у віці від 56 років.
У серпні Китайське національне управління інтелектуальної власності видало компанії перший патент на вакцину проти COVID-19.
16 травня 2020 року прем'єр-міністр Канади Джастін Трюдо оголосив, що Міністерство охорони здоров'я Канади схвалила випробування ІІ фази, які проводяться Канадським центром вакцинології вакциною проти COVID-19, виробленої CanSino. Якщо б клінічні випробування вакцини були успішними, то Національна дослідницька рада співпрацювала б з CanSino для виробництва та розповсюдження вакцини в Канаді. Скотт Гальперін, директор Канадського центру вакцинології, сподівався, що клінічні випробування почнуться вже протягом двох тижнів. У серпні 2020 року Національна дослідницька рада повідомила, що вакцина не була схвалена китайською митницею для перевезення до Канади, після чого співпраця між CanSino та Канадським центром вакцинології була припинена.

### Фаза III
У серпні Саудівська Аравія підтвердила, що розпочала III фазу дослідження Ad5-nCoV у 5000 осіб у містах Ріяд, Даммам та Мекка.
У жовтні Мексика отримала першу партію вакцини для ІІІ фази дослідження на 10 000 — 15 000 добровольцях. III фаза дослідження мала проходила в Чіуауа, Дуранго, Нуево-Леоні, Халіско, Агуаскалієнтесі, Мічоакані, Герреро, Оахака, Морелосі, Кінтана-Роо, Веракрусі, Пуебла, Ідальго та Мехіко і розпочалася протягом першого тижня листопада.
11 вересня російське НВО «Петровакс» розпочало III фазу випробування на 500 піддослідних. Петровакс оголосив, що проведе додаткове клінічне дослідження ще на 8 000 добровольцях, яке було затверджене російським урядом у грудні.
15 вересня Пакистан розпочав III фазу випробування на 40 000 добровольцях у рамках глобального багатоцентрового дослідження. Міністр з питань планування, розвитку та спеціальних ініціатив Асад Умар заявив, що 8 000 — 10 000 добровольців такого дослідження будуть з Пакистану.
У листопаді в Чилі було схвалено ІІІ фазу випробування на 5 200 добровольцях, яким керуватиме Університет Ла-Фронтера, включаючи центри в Арауканії, Лос-Ріосі, Лос-Лагосі та столичних регіонах. На відміну від попередніх досліджень III фази, для випробувань у Чилі використовувалася лише одна доза вакцини.
У грудні аргентинський фонд Fundación Hupedes розпочав III фазу випробування в 11 оздоровчих центрах у столичному районі Буенос-Айреса та Мар-дель-Платі..
У листопаді CanSino повідомила, що розпочне проміжний аналіз результатів III фази випробування, коли було виявлено 50 випадків зараження.

### Випробування назального спрею
У вересні Cansino розпочала I фазу випробування у Китаї за участю 144 дорослих, щоб визначити безпеку та імуногенність вакцини, що вводиться як назальний спрей, на відміну від більшості кандидатів на вакцину проти COVID-19, яким потрібна внутрішньом'язова ін'єкція.

## Виробництво
За словами генерального директора Cansino Ю Сюефенга, компанія планує виробляти від 100 до 200 мільйонів доз на рік на об'єктах, будівництво яких буде завершене до 2021 року.
Після затвердження Росією вакцини, Петровакс заявив, що вона вироблятиме більше 4 мільйонів доз на місяць у 2020 році та 10 мільйонів доз на місяць у 2021 році.

## Дозвіл на екстрене використання
25 червня Китай схвалив Ad5-nCoV для обмеженого використання військовими строком на один рік. У заяві Cansino було сказано, що «Ad5-nCoV в даний час обмежується лише військовим використанням, і його використання не може бути розширено до більш широкого кола вакцинації без схвалення Департаменту матеріально-технічного забезпечення».

## Ринок та розгортання
У вересні малайзійська компанія Solution Biologics підписала угоду про виробництво та комерціалізацію для продажу та розповсюдження вакцини в країні.
У жовтні Індонезія досягла домовленості з Cansino про постачання 100 000 доз у 2020 році, а додаткові 15 — 20 мільйонів доз у 2021 році.
У грудні міністр закордонних справ Мексики Марсело Ебрард підписав угоду з Cansino на постачання 35 мільйонів доз вакцини.